# آر 1200 سي
آر 1200 سي (بالإنجليزية: BMW R1200C)‏ هي دراجة نارية من تصنيع بي إم دبليو.